# 1989-es NHL Supplemental Draft
Az 1989-es NHL Supplemental Draft a negyedik supplemental draft volt a National Hockey League történetében.
| #   | Játékos         | Poszt       | Nemzetiség                | NHL-csapat            | Egyetem (Liga)                             |
| --- | --------------- | ----------- | ------------------------- | --------------------- | ------------------------------------------ |
| 1.  | Dave DePinto    | Kapus       | Amerikai Egyesült Államok | Québec Nordiques      | University of Illinois at Chicago (NCAA)   |
| 2.  | Rob Vanderydt   | Center      | Kanada                    | New York Islanders    | Miami Egyetem (CCHA)                       |
| 3.  | Dave Tomlinson  | Center      | Kanada                    | Toronto Maple Leafs   | Bostoni Egyetem (Hockey East)              |
| 4.  | Peter Hankinson | Center      | Amerikai Egyesült Államok | Winnipeg Jets         | Minnesotai Egyetem (WCHA)                  |
| 5.  | C. J. Young     | Jobb szélső | Amerikai Egyesült Államok | New Jersey Devils     | Harvard Egyetem (ECAC)                     |
| 6.  | Rick Berens     | Center      | Amerikai Egyesült Államok | Quebec Nordiques      | Denveri Egyetem (WCAC)                     |
| 7.  | Brad Mattson    | Center      | Amerikai Egyesült Államok | New York Islanders    | Minnesotai Saint Mary Egyetem (MIAC)       |
| 8.  | Mike Moes       | Center      | Kanada                    | Toronto Maple Leafs   | Michigani Egyetem (CCHA)                   |
| 9.  | Jon Anderson    | Bal szélső  | Amerikai Egyesült Államok | Winnipeg Jets         | Minnesotai Egyetem (WCHA)                  |
| 10. | Mark Romaine    | Kapus       | Amerikai Egyesült Államok | New Jersey Devils     | Providence College (Hockey East)           |
| 11. | Alex Roberts    | Védő/Center | Amerikai Egyesült Államok | Chicago Blackhawks    | Michigani Egyetem (CCHA)                   |
| 12. | Jamie Loewen    | Kapus       | Kanada                    | Minnesota North Stars | Alaszka Fairbanks Egyetem (CCHA)           |
| 13. | Jeff Napierala  | Bal szélső  | Kanada                    | Vancouver Canucks     | Lake Superior Állami Egyetem (CCHA)        |
| 14. | Rob Tustian     | Védő        | Amerikai Egyesült Államok | St. Louis Blues       | Michigani Műszaki Egyetem (WCHA)           |
| 15. | Chris Tancill   | Jobb szélső | Amerikai Egyesült Államok | Hartford Whalers      | Wisconsin–Madison Egyetem (WCHA)           |
| 16. | Brad Kreick     | Védő        | Kanada                    | Detroit Red Wings     | Brown Egyetem (ECAC)                       |
| 17. | Jamie Baker     | Védő        | Amerikai Egyesült Államok | Philadelphia Flyers   | Windsori Egyetem (OUAA)                    |
| 18. | Anthony Palumbo | Center      | Kanada                    | New York Rangers      | Lake Superior Állami Egyetem (CCHA)        |
| 19. | Ian Boyce       | Bal szélső  | Kanada                    | Buffalo Sabres        | Vermonti Egyetem (Hockey East)             |
| 20. | Dave Aiken      | Center      | Amerikai Egyesült Államok | Edmonton Oilers       | New Hampshire-i Egyetem (Hockey East)      |
| 21. | John DePourcq   | Center      | Kanada                    | Pittsburgh Penguins   | Ferris Állami Egyetem (CCHA)               |
| 22. | Jeff Schulman   | Védő        | Amerikai Egyesült Államok | Boston Bruins         | Vermonti Egyetem (Hockey East)             |
| 23. | Carl Repp       | Kapus       | Kanada                    | Los Angeles Kings     | Brit Columbiai Egyetem (CWUAA)             |
| 24. | Karl Clauss     | Védő        | Amerikai Egyesült Államok | Washington Capitals   | Colgate Egyetem (ECAC)                     |
| 25. | Craig Charron   | Center      | Amerikai Egyesült Államok | Montréal Canadiens    | Massachusetts Lowell Egyetem (Hockey East) |
| 26. | Shawn Heaphy    | Center      | Kanada                    | Calgary Flames        | Michigani Állami Egyetem (CCHA)            |